# Walter Booth

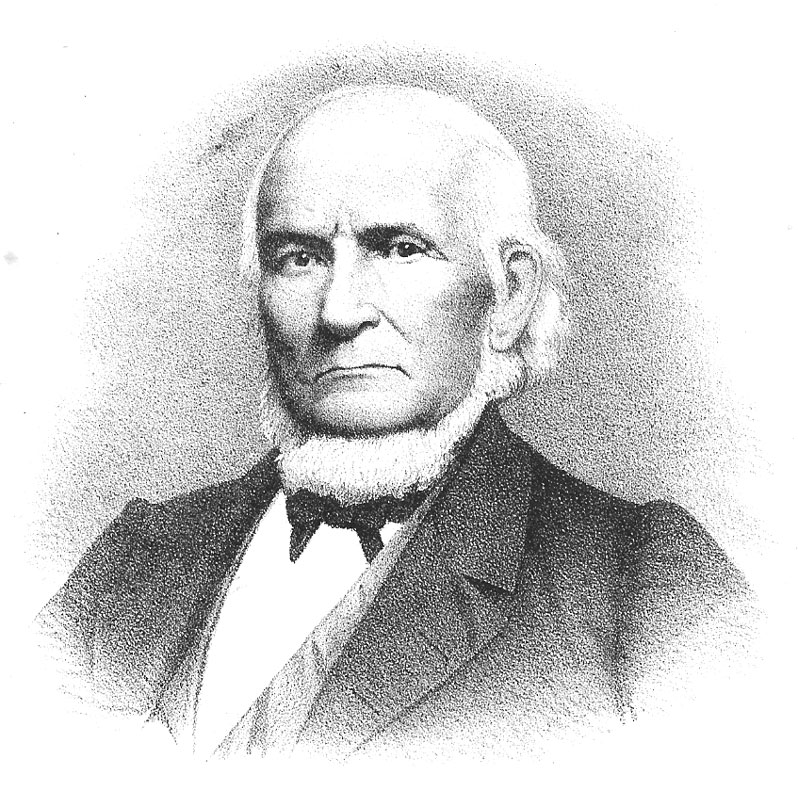
Walter Booth

Walter Booth (* 8. Dezember 1791 in Woodbridge, Connecticut; † 30. April 1870 in Meriden, Connecticut) war ein US-amerikanischer Politiker. Zwischen 1849 und 1851 vertrat er den zweiten Wahlbezirk des Bundesstaates Connecticut im US-Repräsentantenhaus.

## Werdegang
Walter Booth besuchte die öffentlichen Schulen seiner Heimat. Danach ließ er sich in Meriden nieder, wo er als Handwerker arbeitete. Außerdem wurde er Offizier in der Miliz und stieg dort bis 1834 zum Generalmajor auf. Im Jahr 1834 wurde er Bezirksrichter.
1838 wurde Booth in das Repräsentantenhaus von Connecticut gewählt. Er wurde dann Mitglied der kurzlebigen Free Soil Party. Bei den Kongresswahlen des Jahres 1848 wurde er als deren Kandidat im zweiten Distrikt von Connecticut in das US-Repräsentantenhaus in Washington, D.C. gewählt. Dort trat er am 4. März 1849 die Nachfolge von Samuel D. Hubbard von der Whig Party an. Da er bei den Wahlen des Jahres 1850 dem Demokraten Colin M. Ingersoll unterlag, konnte er bis zum 3. März 1851 nur eine Legislaturperiode im Kongress absolvieren.
Nach dem Ende seiner Zeit im US-Repräsentantenhaus nahm Walter Booth seine früheren Handwerkstätigkeiten wieder auf. Er war auch Direktor der Meriden National Bank und 56 Jahre lang Diakon der Center Congregational Church. Booth bekleidete außerdem noch mehrere lokale Ämter in seiner Heimat. Er starb am 30. April 1870 in Meriden und wurde dort auch beigesetzt.